# Дощечкин, Анатолий Фёдорович
Анатолий Фёдорович Дощечкин (род. 5 июля 1944, Магнитогорск) — советский металлург-прокатчик, вальцовщик Магнитогорского металлургического комбината. Герой Социалистического Труда (1991).

## Биография
Дощечкин Анатолий Федорович родился 5 июля 1944 года в городе Магнитогорске. В 1961 году, не набрав нужного количества баллов в Горно-металлургический институт им. Носова, пошёл работать на Магнитогорский металлургический комбинат слесарем КИП и автоматики. С 1964 года работал вальцовщиком листопрокатного стана ЛПЦ — 5 в листопрокатном цехе № 3 (ЛПЦ-3).
В 1966—1969 годах без отрыва от производства учился на вечернем отделении Магнитогорского индустриального техникума.
С 1968 года Анатолий Федорович работал старший вальцовщиком на листопрокатном стане холодной прокатки «2500». При его участии на заводе осваивали все прокатные профили, включая автомобильный нестареющего листа, тонкие металлические профили.
В соответствии с указом президента СССР Михаила Горбачёва от 28 июня 1991 года — За большой личный вклад в повышение эффективности производства в условиях технического перевооружения и реконструкции предприятия звание Героя Социалистического Труда с вручением ордена Ленина и золотой медали «Серп и Молот» было присвоено вальцовщику Дощечкину Анатолию Фёдоровичу.
В настоящее время проживает в Магнитогорске, находится на пенсии, занимается резьбой по дереву, осваивает игру на гитаре.
Семья: жена Татьяна Глебовна Дощечкина — преподаватель музыки в детской музыкальной школе № 4, двое дочерей, внуки.

## Награды и звания
- Почетный гражданин города Магнитогорска (2002)
- Премия Всесоюзного Центрального Совета профессиональных союзов (ВЦСПС) (1982)
- Лучший вальцовщик Минчермета СССР (1972)
- Лучший вальцовщик Магнитогорского металлургического комбината (1974)
- Герой Социалистического Труда (1991)
- Орден Ленина (1991)
- Орден «Знак Почета» (1976)
- Орден «Трудового Красного Знамени» (1984)
- Орден «Октябрьской Революции» (1978).